# キャサリン・コペリー
キャサリン・コペリー（英語: Katherine Copely, 1988年1月9日 - ）は、アメリカ合衆国オハイオ州シンシナティ出身、アメリカ、リトアニアの女性アイスダンス選手。パートナーはデイヴィダス・スタグニウナスなど。弟はアイスダンス選手のディーン・コペリー。
2007年から2009年までリトアニアを代表して世界フィギュアスケート選手権、ヨーロッパフィギュアスケート選手権に出場。2007-2008年シーズンから3シーズンISUグランプリシリーズに出場した。

## 経歴
アメリカ合衆国のシンシナティに生まれ、4歳のころにスケートを始めた。やがてアイスダンサーとして活動を始め、パトリック・コネリーらとカップルを結成したが、全米選手権で上位に食い込むことはなく国際大会へ出場する機会に恵まれなかった。
2006年、デイヴィダス・スタグニウナスとカップルを結成し、リトアニア所属選手として活動を始めた。同年のゴールデンスピンでは3位となり、2007年欧州選手権および2007年世界選手権にも出場。2007-2008年シーズンはISUグランプリシリーズ参戦を果たし、2008年欧州選手権では前年よりも大きく順位を上げ12位となった。翌2008-2009年シーズンからはISUグランプリシリーズに2戦招待され、2009年欧州選手権では最高成績となる10位に入った。
2009年3月の世界選手権の成績によりリトアニアのバンクーバーオリンピック出場枠を獲得したが、2009年10月、コペリーが希望していたリトアニア国籍取得についてリトアニアの憲法裁判所は不可能であるとの認識を示し、当該国の国籍が必要になるオリンピックに出場は不可能となった。これ以降にエントリーしていた競技会はコペリーの怪我から出場を取りやめ、シーズン終了後には競技から引退した。

## 主な戦績
| 大会/年            | 2006-07 | 2007-08 | 2008-09 | 2009-10 |
| ------------------ | ------- | ------- | ------- | ------- |
| 世界選手権         | 23      | 14      | 14      |         |
| 欧州選手権         | 18      | 12      | 10      |         |
| GPロステレコム杯   |         | 5       | 6       | 8       |
| GPスケートアメリカ |         |         | 8       |         |
| ネーベルホルン杯   | 6       |         |         | 3       |
| ゴールデンスピン   | 3       | 3       |         |         |

### 詳細
| 2009-2010 シーズン  |                                                  |         |         |         |          |
| 開催日              | 大会名                                           | CD      | OD      | FD      | 結果     |
| 2009年10月22日-25日 | ISUグランプリシリーズ ロステレコム杯（モスクワ） | 5 29.39 | 8 46.26 | 8 71.11 | 8 146.76 |
| 2009年9月24日-26日  | 2009年ネーベルホルン杯（オーベルストドルフ）     | 4 31.23 | 3 48.09 | 3 82.70 | 3 162.02 |

| 2008-2009 シーズン  |                                                        |          |          |          |           |
| 開催日              | 大会名                                                 | CD       | OD       | FD       | 結果      |
| 2009年3月23日-29日  | 2009年世界フィギュアスケート選手権（ロサンゼルス）     | 16 28.46 | 14 49.79 | 13 81.75 | 14 160.00 |
| 2009年1月20日-25日  | 2009年ヨーロッパフィギュアスケート選手権（ヘルシンキ） | 15 27.24 | 8 50.17  | 8 78.16  | 10 155.57 |
| 2008年11月20日-23日 | ISUグランプリシリーズ ロシア杯（モスクワ）             | 6 29.57  | 5 47.65  | 7 73.97  | 6 151.19  |
| 2008年10月23日-26日 | ISUグランプリシリーズ スケートアメリカ（エバレット）   | 6 29.78  | 8 48.38  | 8 78.12  | 8 156.28  |

| 2007-2008 シーズン  |                                                      |          |          |          |           |
| 開催日              | 大会名                                               | CD       | OD       | FD       | 結果      |
| 2008年3月17日-23日  | 2008年世界フィギュアスケート選手権（ヨーテボリ）     | 13 29.85 | 14 51.66 | 12 82.77 | 14 164.28 |
| 2008年1月21日-27日  | 2008年ヨーロッパフィギュアスケート選手権（ザグレブ） | 14 28.81 | 11 51.29 | 12 78.88 | 12 158.98 |
| 2007年11月22日-25日 | ISUグランプリシリーズ ロシア杯（モスクワ）           | 6 27.68  | 4 50.83  | 3 82.85  | 5 161.36  |
| 2007年11月8日-11日  | 2007年ゴールデンスピン（ザグレブ）                   | 5 27.12  | 2 47.57  | 3 77.21  | 3 151.90  |

| 2006-2007 シーズン  |                                                          |          |          |          |           |
| 開催日              | 大会名                                                   | CD       | OD       | FD       | 結果      |
| 2007年3月19日-25日  | 2007年世界フィギュアスケート選手権（東京）               | 14 28.59 | 13 49.10 | 10 84.36 | 12 162.05 |
| 2006年12月1日-3日   | フランスフィギュアスケート選手権（オルレアン）           | 2 30.61  | 2 50.63  | 2 86.67  | 2 167.91  |
| 2006年11月16日-19日 | ISUグランプリシリーズ エリック・ボンパール杯（パリ）     | 4 31.53  | 5 49.23  | 8 72.54  | 7 153.30  |
| 2006年10月26日-29日 | ISUグランプリシリーズ スケートアメリカ（ハートフォード） | 3 32.38  | 3 52.88  | 4 82.02  | 3 167.28  |

| 2006-2007 シーズン    |                                                        |          |          |          |           |
| 開催日                | 大会名                                                 | CD       | OD       | FD       | 結果      |
| 2007年3月19日-25日    | 2007年世界フィギュアスケート選手権（東京）             | 24 23.46 | 20 44.87 | 22 68.30 | 23 136.63 |
| 2007年1月22日-28日    | 2007年ヨーロッパフィギュアスケート選手権（ワルシャワ） | 21 21.14 | 20 37.77 | 18 65.62 | 18 124.53 |
| 2006年11月17日-19日   | 2006年ゴールデンスピン（ザグレブ）                     | 3 26.87  | 3 41.55  | 3 72.78  | 3 141.20  |
| 2006年9月29日-10月1日 | 2006年ネーベルホルン杯（オーベルストドルフ）           | 8 24.15  | 6 42.45  | 5 69.11  | 6 135.71  |

## プログラム使用曲
| シーズン  | OD                                         | FD                                                                    |
| --------- | ------------------------------------------ | --------------------------------------------------------------------- |
| 2009-2010 | リトアニアのポルカ                         | ウエスト・サイド物語 作曲：レナード・バーンスタイン                   |
| 2008-2009 | 映画『スウィング・キッズ』サウンドトラック | 映画『エビータ』サウンドトラック 作曲：アンドリュー・ロイド＝ウェバー |